# 碳酰叠氮
碳酰叠氮是一种对撞击敏感的易爆有机化合物，化学式为CO(N
3)
2，它可由三光气和四正丁基叠氮化铵在甲醚或乙醚溶液中反应制得。它最初于1894年被报道，之后也陆续有其它制备方法的报道。